# エイントリー競馬場

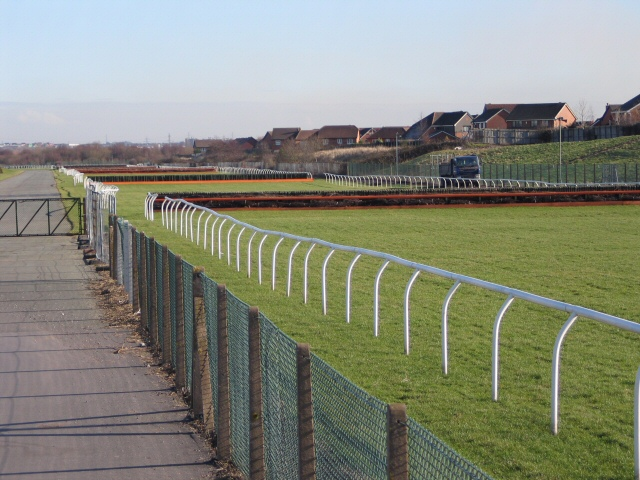
エイントリー競馬場（2006年）

エイントリー競馬場（エイントリーけいばじょう、Aintree Racecourse）はイギリス・リヴァプール近郊のエイントリーにある競馬場。障害競走・グランドナショナルで名高い。
一周はおよそ3,600m（18ハロン）。ここでの最初のレースは1829年で、グランドナショナルは1839年（カウントをし始めた年。レース自体は1836年）から開催されている。